# Chevrolet CERV III
Chevrolet CERV III – model koncepcyjny samochodu marki Chevrolet z 1990 roku.

## Opis modelu
Chevrolet CERV III był finałowym modelem, w którym próbowano zastosować silnik montowany centralnie. Inspiracją dla projektu był zaprezentowany cztery lata wcześniej model Corvette Indy. W przeciwieństwie jednak do modelu Indy, który był jedynie samochodem pokazowym bez silnika, CERV III wyposażono w układ napędowy. CERV III to jedna z najbardziej zaawansowanych koncepcji, jakie kiedykolwiek stworzono. Nigdy wcześniej nie zastosowano tylu nowoczesnych rozwiązań i technologii w pojedynczym egzemplarzu, przez co jego ceny sprzedaży mogły być astronomiczne.
Karoseria CERV III wykonana była z włókna węglowego, Nomexu i Kevlaru, wzmocnione aluminium o strukturze plastra miodu. Obudowa wykonana była z jednej części i dawała bardzo niski wskaźnik oporu powietrza, wynoszący 0,277.
W samochodzie zamontowano wzmocniony silnik V8 od Lotusa. Tłoki firmy Mahle, korbowody oraz podwójna turbosprężarka firmy Garett pozwoliły uzyskać moc 650 KM. W połączeniu z ultralekką karoserią, rozpędzał on samochód w 3,9 s. do 100 km/h oraz maksymalnie do 362,1 km/h. Przy tak wysokiej prędkości maksymalnej, zamontowano także mocne hamulce. Na każde koło zamontowano duże, podwójne tarcze hamulcowe. Całość wyposażona była w system ABS.
Kolejną innowacją w tym pojeździe była skrzynia biegów. 6 przednich przełożeń było obsługiwanych przez CERV III za pomocą dwóch przekładni: 3-biegowej Hydramatic powiązanej z 2-biegową. Wszystke zmiany biegów odbywały się automatycznie za pomocą komputera. Od skrzyni biegów moc przekazywana była na wszystkie, cztery koła za pomocą sprzęgła wiskotycznego. Ta konstrukcja miała niewątpliwy wpływ na samochód Porsche 959.
Ze wszystkich prototypów Chevroleta to właśnie CERV III było najbliżej do seryjnej produkcji. Jak i w przypadku wszystkich wcześniejszych konceptów tak i CERV III nie udało się jednak wyjść poza fazę prototypu.
Samochód wykorzystała firma Accolade w produkcji swojej gry komputerowej Test Drive III: The Passion, gdzie był jednym z kilku dostępnych pojazdów do wyboru.